# Павленко Іван Якимович
Іван Якимович Павленко (нар. 25 жовтня 1945 , Острів, Чернігівська область ) — радянський і український хоровий диригент, фольклорист, викладач хорових та музично фольклористичних дисциплін, громадський діяч. Заслужений працівник культури УРСР, професор.

## Життєпис
Народився 25 жовтня 1945 р. в хуторі Острів Бахмацького району Чернігівської області.
У 1967 р. закінчив Ніжинське культосвітнє училище, а в 1972 р. Київську державну консерваторію ім. П. І. Чайковського за спеціальністю «Хорове диригування». Творчу діяльність розпочав у Київському державному університеті ім. Т. Г. Шевченка хормейстером народної хорової капели «Дніпро» у 1969 р, з 1976—2009 р. був її художнім керівником. Протягом вказаного періоду він успішно поєднує науково-педагогічну діяльність з концертно-виконавською. Так у 1981 р. отримує вчене звання доцента, а з 1995 р. звання професора кафедри народнопісенного виконавства та фольклору Київського національного університету культури і мистецтв.

## Діяльність
З 1976 року є консультантом з хорового жанру у Центрі народної художньої творчості Київської області. Неодноразово був членом і головою журі традиційного огляду-конкурсу народної творчості «Онуки Полянські», а також постійним членом журі регіонального хорового конкурсу імені Кирила Стеценка.
З 2007 року і дотепер Павленко є дослідником музичного фольклору Наддніпрянщини, зокрема пісенної традиції села Лука, а саме автентичного співочого гурту «Червона калина», який є носієм пісенної спадщини предків.
Павленко І. Я. у статусі професора кафедри фольклористики Київського національного університету імені Тараса Шевченка розробляв концепцію підготовки фахівців-експертів нематеріальної культурної спадщини (НКС) у світлі імплементації в Україні Конвенції ЮНЕСКО. В основі концепції стало напрацювання механізмів збереження НКС, зокрема новітніх технологій експертизи, оформлення і популяризації традиційної культури. У результаті цієї роботи було розроблено 6 навчальних програм. Для студентів 2-го курсу ОР «Магістр» ОП  «Культурна антропологія та іноземна мова»: «Аналітика музичного фольклору», «Експертиза пісенного фольклору», «Експертиза обрядового фольклору», «Експертиза, документування та інвентаризація елементу нематеріальної культурної спадщини (НКС)» Програма виробничої практики. Для студентів 3-го курсу ОР «Бакалавр» спеціальності «Фольклористика, іноземна мова»: «Документування, експертиза фольклорного продукту».
І. Я. Павленко є автором навчальних посібників зокрема: «Пісенна традиція села Лука» для студентів музично-фольклористичних і філологічних спеціальностей вищих навчальних закладів (2009), «Хрестоматія з українського народнопісенного виконавства» (2013), електронного посібника «Журилася перепілочка» (2009).
У доробку професора Івана Павленка чимало статей, серед них: «Фольклоризм творчості О. Кошиця, як явище світової духовної культури» (2007), «Пісенні обереги села Лука» (2010), «Вокальні ансамблі сучасного побутування (жанрові особливості)», «Українські духовні пісні».
Він є куратором проекту НКС (нематеріальної культурної спадщини) «Пісенна традиція села Лука», зареєстрованим в Українському центрі культурних досліджень Міністерства культури України з метою подальшого просування до Міжнародних списків ЮНЕСКО.
Іван Павленко здійснив і видав 160 обробок українських народних пісень. Написав статті у контексті етнографічного дослідження у тижневику «Слово Просвіти» («Подорож „Роксоланії“ до країни Сонця» (2–8 грудня, 2011), «Треба разом вечеряти» (6–12 січня, 2011), «Мамині вишні» (новела).
За збереження та охорону нематеріальної культурної спадщини нагороджений премією імені В. М. Гнатюка Міністерства культури України (2011 р.).